# Fronton de la Tía Chula
Le fronton de la Tía Chula est un site archéologique situé dans la commune de Oliete, comarque de Andorra-Sierra de Arcos dans la province de Teruel,.
C'est un temple solaire avec des peintures rupestres de thèmes variés de l'art levantin, d'Art schématique ibérique et de gravures, faisant partie de l'ensemble de l'Art rupestre du bassin méditerranéen de la péninsule Ibérique déclaré patrimoine mondial par l'UNESCO en 1998 (réf. 874-643). Il est protégé comme Bien d'Intérêt Culturel (code RI-51-0009502) par la Loi 3/1999 du 10 mars 1999 et fait partie du Parc culturel de la rivière Martín.

## Description

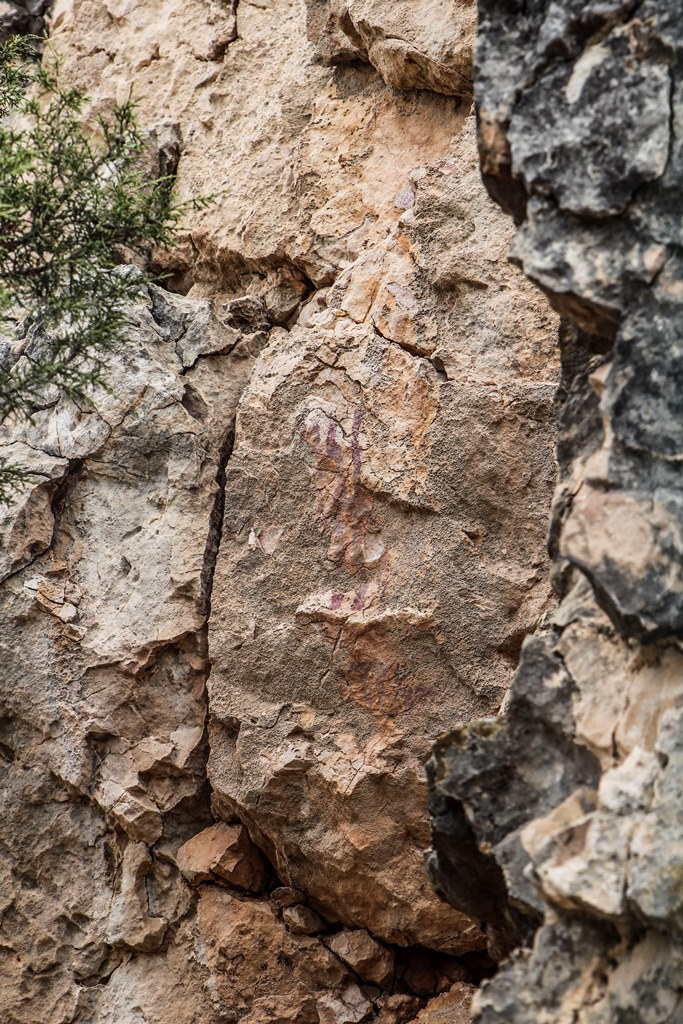
Peintures du fronton de la Tía Chula.

Les peintures ont été découvertes par José Royo Lasarte le 9 octobre 1994, après les avoir vérifiées auprès de son professeur 
Antonio Beltrán Martínez (es). L'association de ces peintures avec le monument astro-archéologique sur la paroi rocheuse voisine et leur association avec l'équinoxe ont été découvertes par Miguel Giribets en 2008.
Les peintures schématiques des abris sous roche couvrent un espace lisse d'environ 40 cm de haut et entre 20 cm et 10 cm de large.
Ils sont constitués de quatre traits épais, rouges, verticaux, mesurant environ 25 cm de long, traversés par un cinquième trait horizontal à mi-hauteur, donnant l'apparence de huit traits verticaux.
En dessous de ce groupe, on trouve un signe composé de trois courts traits verticaux, fermés en haut par un autre signe horizontal tectiforme. À droite, on aperçoit une figure humaine cornue associée à deux taches circulaires.
On pense qu’ils datent de l’Énéolithique à l’âge du bronze (2500-1600 av. J.-C.).

## Sanctuaire solaire
Sur un rocher à proximité de ces peintures, se trouvent deux cavités rocheuses anthropiques, hautes de 1,5 m et larges de 40 cm, comme des niches, quadrangulaires et parallèles.
L'un d'eux est inachevé ou s'est effondré à cause de glissements de terrain. De l'autre, les rayons du Soleil passent et se projettent sur le flanc de la colline au lever du soleil aux équinoxes de printemps et d'automne et au coucher du soleil au solstice d'été. Le phénomène est connu sous le nom de porte du Soleil et est capturé dans les peintures du fronton.

## Interprétation
L'interprétation d' Antonio Beltrán et José Royo est que les peintures sont liées au culte du soleil, aux débuts de l'agriculture et aux cycles de la vie et de la mort. L'interprétation de Miguel Giribets associe les peintures à un rituel chamanique qui coïncide avec l'équinoxe lorsque des rites spirituels et magiques de lumière étaient pratiqués.
En combinant les peintures et le phénomène de l'équinoxe, on en déduit que les quatre bandes verticales des peintures représentent les rayons du soleil à travers la Porte du Soleil.